# زبان زرگری
زبان زَرگَری یک زبان فراساخته است که بین اصناف بازار رایج بوده است. اساس ساختن آن همان زبانی است که مردم یک آبادی یا یک شهر با آن صحبت می‌کنند ولی واژگان را طوری دستکاری می‌کنند که غیر از خود آن گروه آن را نمی‌فهمند. این نوع زبان‌ها بین اصناف و پیشه‌وران و گاهی اقلیت‌های ایران مانند یهودیان یا گروه‌های کوچکی مثل کولی‌ها رواج دارد قدمت زبان‌های ساختگی در ایران حداقل به نخستین سند موجود که در سال ۳۷۲ قمری نوشته شده است برمی‌گردد. در واژه‌نامه دهخدا از این زبان‌ها به‌عنوان لوتر یا لوترا نیز نام برده شده است. زبان مرغی، زبان سیدی، زبان لامی، زبان گلسرخی پس رشی، زبان گنجشکی و مانند آن نیز از همین خانواده‌اند.
باید بین این زبان با زبان زرگری رومانو که در برخی روستاهای ایران مثل آبیک قزوین استفاده می‌شود تفاوت قائل شد چون به کل دو چیز متفاوتند.
در این زبان پس از هر یک از حروف واژگان، حرف ز می‌آورند؛ چنان‌که جمله «من می‌آیم» را چنین می‌گویند: «مَزَ نَزَ می زی آزا یَزَ مَزَ». این زبان در دروز و احساء و دمشق نیز رواج دارد و زقزقة و لسان‌العصافیر نامیده می‌شود. زبانی است غیرمعمول که دو کس با هم قرار دهند و چون با یکدیگر سخن گویند دیگران نفهمند. در این زبان عادت بر آن است که حرفی مخصوص را در همه واژگان تبدیل به حرف دیگر (مخصوصا «ز») کنند.

## پیشینه
دکتر هاینریش بروگش در سفرنامه جامع و انتقادی خود که در سال‌های ۱۸۵۹–۱۸۶۰ میلادی دربارهٔ اوضاع اجتماعی-سیاسی ایران در زمان ناصرالدین شاه قاجار تألیف نموده است، تفاوت این زبان با زبان زرگری رومانو را متوجه نشده و راجع به زبان زرگری چنین توضیح می‌دهد:
| « | در کوشک موقعیت خوبی را که آرزو می‌کردم نصیبم شد و آن آشنائی با مردی از طایفه زرگرها بود که قبلأ از اروپائیان مقیم تهران در وصف آن‌ها داستان‌های باور نکردنی بسیار شنیده بودم. بارها برای من تعریف کرده بودند که زرگرها به اصل و نصب خود که گویا رومانو هستند افتخار می‌کنند و زبان آن‌ها گرچه فارسی است ولی بسیاری از اصطلاحات یونانی را مخصوصاً در شمارش اعداد حفظ نموده‌اند. من نه تنها چنین ادعای سستی را به هیچ وجه و در هیچ‌یک از موارد، مستند و قابل اعتماد نیافتم بلکه پی بردم که در این زبان با تلاشی نافرجام سعی می‌شود زبان فارسی را به طرز خودسرانه‌ای دولا پهنا ادا کند. مرد زرگر را که در کوشک ملاقات کردیم از اهالی و متولد همدان بود. کلمات فارسی زیر نمونه‌ای از بیانات آن مرد با لهجه خودش است: | » |

| فارسی | زرگری[۶]   |
| ----- | ---------- |
| یک    | یزه کیزه   |
| دو    | دوزو تازه  |
| سه    | سه زه تازه |
| بیست  | بیزیستازه  |
| صد    | صزد تازه   |
| هزار  | هزارتازه   |
| دِه    | دِزه        |
| بزرگ  | بزرگه زه   |

## دستور زبان
زبان زرگری در حقیقت یک زبان نیست بلکه اعمال کدگذاری روی آواهای واژگان است. با این تفسیر بسیاری زبان‌ها را می‌توان به صورت زرگری بیان کرد اگرچه این قاعده تاکنون تنها روی زبان فارسی انجام شده است. برای بیان یک واژه در زبان زرگری واژه به سیلاب‌های تشکیل دهنده آن تقسیم می‌شود. هر سیلاب زبان فارسی شامل با یک صامت (حرف بی صدا) و یک مصوت (حرف صدادار) شروع می‌شود. در زبان زرگری هر سیلاب دو بار ادا می‌شود با این تفاوت که در سیلاب دوم حرف ز جایگزین صامت اول می‌شود و بقیه سیلاب به همان صورت تلفظ می‌شود.
زبان زرگری زبان بسیار ساده ای است
بعد هر کلمه یک «ز» می‌گذاریم
اگر حروف ساکن باشد «ز» قرار نمی‌گیرد
پل = پ + ُ + ل = صامت + مصوت + صامت = پُزُل pozol
بابا = با + با = بازا + بازا = بازابازا baazaabaazaa
تو = توزو! tozo
من = مزن mazan (در این مثال حرف ” ن ” جزء سیلاب اول است و «ز» نمی‌گیرد. همان‌طور تلفظ می‌شود)
او = اوزو oozoo
دب (مثل دب اکبر) = دزب dozob
خر = خزریزی khazarizi
شما = ش + ما = شز مازا shozo mazaa
چرا = چٍ + را = چز رازا chezeraazaa
تنی = ت + نی = تز نیزی taza nizi
کیو (به معنی ”چه کسی را”) = کی + یو = کیزی یوزو kizi yozo
بیا = بی + یا = بیزی یازا bizi yaza
چطوری = چ + طو + ر ی = چزطوزو ریزی cheze tozo rizi
مثال = م + ثال = مزثازال meze saazaal
می‌تونی = می+ تو + نی = میزی توزو نیزی mizi toozoo nizi
کتاب = ک + تاب = کزتازاب keze taazaab (در این مثال حرف ” ب ” جزء سیلاب دوم است و «ز» نمی‌گیرد. همان‌طور تلفظ می‌شود)
ویکی‌پدیا = وی + کی + پ + دی + یا = ویزی کیزی پِزِ دیزی یازا wizi kizi peze dizi yaazaa
موبایل = مو + بایل = موزو بازایل mozobaazaail
مبل = موزبل mozobl
بازار = با + زار = بازا زازار baazaa zaazaar
اصول کلی ساخت سیلاب دوم به شکل زیر است. حرف z نشان دهنده همخوان /ز/ است.
| نمونه    | معادل زرگری   | سیلاب جایگزین | سیلاب |
| -------- | ------------- | ------------- | ----- |
| با       | بازا          | CVzV          | CV    |
| ادمونتون | ازدموزونتوزون | VzVC          | VC    |
| دریا     | دزریازا       | CVzVC         | CVC   |